# Извор Свети Ђурђе
Извор Свети Ђурђе са чесмом, налази се на Фрушкој гори, подигнут је крајем 19. века, а обновљен и реконструисан 2012. године.
Налази се у малој удолини покрај Партизанског пута, преко пута локалитета Папратски До. Тешко је уочљив и због тога је не тако често посећиван. Од Папратскг Дола налази се путић са дрвеном оградом, који води кроз шуму и даље према извору. 